# 올카

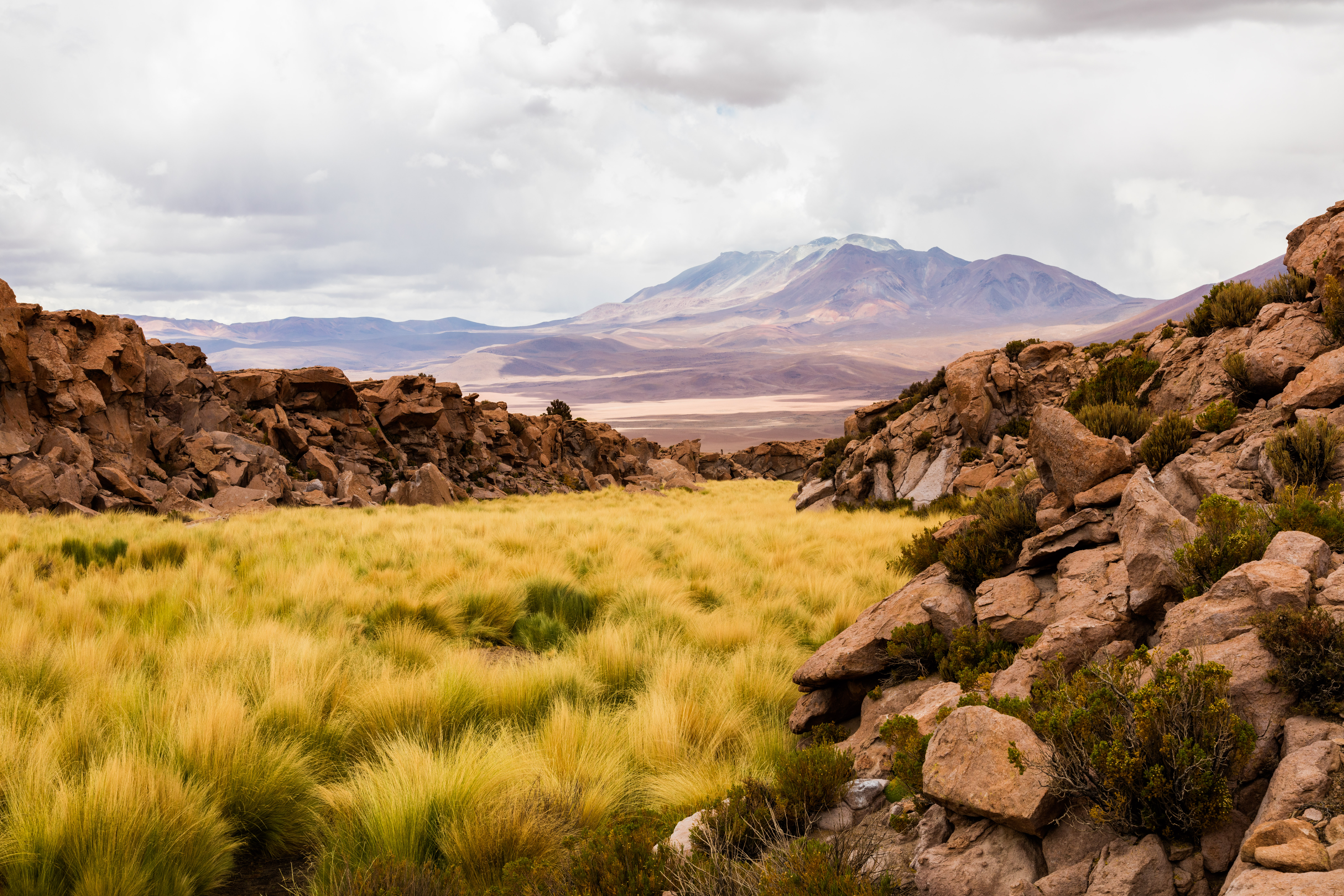

올카(Olca)는 칠레와 볼리비아의 경계에 위치한 성층 화산이다. 여러 성층화산들로 구성된 15킬로미터의 긴 산등성이의 중간에 위치한다. 안산암과 데이사이트가 주 성분이며 용암이 꼭대기의 북쪽에서 수킬로미터에 걸쳐 흐른다. 1875년부터 1867년 사이 있었던 산복 분출(flank eruption)이 역사가 적힌 이래 유일한 활동 시기이다.